# 鳥栖プレミアム・アウトレット
鳥栖プレミアム・アウトレット（とすプレミアム・アウトレット、英文名称：Tosu Premium Outlets）は、佐賀県鳥栖市に所在するアウトレットモールである。2004年3月開業。三菱地所グループの三菱地所・サイモンが運営する。

## 概要
さわやかな空気と明るい陽光が似合うカリフォルニア州南部の街をイメージした施設となっている。
2007年12月、2011年7月、2019年11月と3回の増設により計170店舗となった。九州を代表するアウトレットとして、国内外有名ブランドが多数出店している。
九州自動車道 鳥栖ICおよび筑紫野ICと連絡する鳥栖筑紫野道路・柚比ICを降りたすぐの所にある。そのため九州各地からのアクセスが良く、それ以外の地域からの観光の際の立ち寄り客も見込む。
九州北部を中心にテレビCMも展開しており、2006年頃には地元タレントの斉藤ふみを起用していた。

## 交通アクセス

### 自動車
九州自動車道 鳥栖ICを降りてすぐの国道34号を北上し国道3号に合流。「弥生が丘入口」交差点を左折し直進。鳥栖筑紫野道路の柚比ICを過ぎてすぐそば。

### 公共交通機関
西鉄天神大牟田線各駅より、乗車駅-小郡駅の往復乗車券と、小郡駅-アウトレットのシャトルバス往復乗車券をセットにした割引切符が発売されている。
- 鳥栖駅・弥生が丘駅・西鉄小郡駅から路線バス（西鉄バス佐賀）
  - 土曜休日は概ね60分間隔で運行。
- 福岡天神から高速バス（西鉄バス）
  - 土休日は2往復、平日は1往復（予約制）。
- ココウォーク茂里町（長崎）から直行バス（長崎バス）
  - 特定日のみ運行（予約制）
- 佐々BC・佐世保BC・田子の浦・波佐見有田ICから直行バス（西肥バス）
  - 特定日のみ運行（予約制）
- 大分駅前・別府北浜・別府TCから直行バス（大分交通）
  - 特定日のみ運行（予約制）
- 八代産交・八代駅前・氷川町吉野バス停そば・松橋産交・宇土駅東口バス停そば・桜町BT・北部総合出張所前・植木明徳屋斎場前・植木清田果物店前・菊水ICそば・玉名PAから直行バス（産交バス）
  - 特定日のみ運行（予約制）
- 新山口駅・宇部新川駅・小野田駅・下関駅から直行バス（防長交通）
  - 特定日のみ運行（予約制）